# Capello (motorfietsmerk)
Capello is een Italiaans historisch merk van motorfietsen.
Het Italiaanse merk Capello uit Turijn kwam in 1912 op de markt met drie modellen, een 2pk-eencilinder en twee tweecilinders, een van 2¾ en een van 3½ pk. Alle modellen hadden magneetontsteking.
In 1913 bleven deze modellen in productie, maar men bracht ook de tweecilinder Motocapello uit in 5½- en 8 pk uitvoering. De klant kon kiezen uit een versie met- en een zonder koppeling en versnellingsbak. In 1914 kwam er nog een 3½pk-eencilinder. Mogelijk was dat, door het uitbreken van de Eerste Wereldoorlog, het laatste jaar dat het merk motorfietsen maakte.